# Prix Henry-Deutsh-de-la-Meurthe
Le prix Henry-Deutsch-de-la-Meurthe est un prix annuel remis par l'Académie française des sports pour récompenser l'« auteur  d'un fait accompli pouvant entraîner un progrès matériel, scientifique ou moralisateur pour l'humanité ».  Il peut alors être attribué pour un fait accompli soit en France par un Français ou un étranger, soit à l’étranger par des Français seulement. Il a été créé en 1910 et doté alors de 25 000 franc-or et financé par l'industriel et mécène Henry Deutsch de la Meurthe (1846-1919), membre de l'Académie des sports.

## Récipiendaires
- 1911 André Beaumont, aviateur, vainqueur du circuit européen
- 1937 André Japy, aviateur[1]
- 2004 Michel Desjoyeaux, navigateur
- 2007 Sébastien Loeb, pilote automobile
- 2014 François Gabart, navigateur[2]
- 2016 André Borschberg, aviateur[3]